# جوزف ئی. لوین
جوزف ئی. لوین (انگلیسی: Joseph E. Levine؛ ۹ سپتامبر ۱۹۰۵ – ۳۱ ژوئیهٔ ۱۹۸۷) تهیه‌کننده یهودی اهل ایالات متحده آمریکا بود.
از فیلم‌هایی که وی در آن‌ها نقش داشته است، می‌توان به تازه‌به‌دوران‌رسیده‌ها اشاره نمود.